# والتر کوسل
 والتر کوسل (انگلیسی: Walther Kossel؛ زاده ۴ ژانویهٔ ۱۸۸۸ درگذشته ۲۲ مهٔ ۱۹۵۶) یک فیزیک‌دان اهل آلمان بود.